# فارشيد كريمي
فارشيد كريمي (10 مايو 1976 بكرج في إيران - ) هو لاعب كرة قدم إيراني في مركز حراسة المرمى. شارك مع منتخب إيران لكرة القدم. أما مع النوادي، فقد لعب مع نادي ألومينيوم هرمزغان ونادي برسبوليس ونادي داماش غيلان ونادي راه آهن.